# Otto Wagner
Otto Wagner (Penzing kraj Beča, 18. srpnja 1841. – Beč, 11. travnja 1918.), austrijski arhitekt.
Jedan od najznačajnijih prvaka rane moderne u arhitekturi. U početku je radio u stilu neobaroku i neorenesansni, a oko 1890. godine prihvaća principe Jugendstila i postaje prvi i najznačajniji predstavnik bečke secesije u arhitekture, no poslije ide prema čistoj formi.
Projektirao je Lünderbank, stanice gradske željeznice i Poštansku štedionicu u Beču, sinagogu u Budimpešti, Crkvu sv. Leopolda u Steinhofu i više stambenih objekata. Izradio je generalni regulacijski plan Beča 1893. godine. Vrlo su značajni njegovi pedagoški rad i broji teoretski članci i djela ("Moderna arhitektura", "Velegrad"). Za Hrvatsku je izradio nerealizirani projekt za župnu crkvu svetih Petra i Pavla u Osijeku (1893.)
Bio je profesor arhitekture na bečkoj Akademiji likovnih umjetnosti između 1894. i 1912. U njegovoj se specijalnoj školi obrazovao 191 arhitekt, među njima i dvojica hrvatskih arhitekata, Viktor Kovačić i Vjekoslav Bastl.